# Jang Keun-suk
Jang Keun-suk (tiếng Hàn: 장근석; sinh ngày 26 tháng 9 năm 1987) là diễn viên, ca sĩ, người mẫu và DJ người Hàn Quốc.
Anh được mọi người biết đến nhiều nhất với vai diễn Hwang Tae Kyung trong bộ phim truyền hình You're Beautiful (2009) cùng với Park Shin Hye, Jung Yong-hwa, Lee Hong-gi và Uee, cũng như vai diễn Kang Mu Gyul trong Mary Stayed Out All Night (2011) cùng với Moon Geun Young và vai diễn Seo In Ha/Seo Joon trong Love Rain (2012) cùng với YoonA của nhóm Girls' Generation.

## Sự nghiệp
Jang Geun Suk bắt đầu sự nghiệp vào lúc năm tuổi và là một người mẫu nhí sau khi được phát hiện là một tài năng nhỏ tuổi. Trong thời gian đó, cha mẹ của Geun Suk phải bán căn nhà của họ và các đại lý đã phát hiện ra tài năng của Geun Suk và khuyên cha mẹ anh nên cho phép anh trở thành người mẫu.
Geun Suk xuất hiện lần đầu trên đài truyền hình HBS 1997 (Bây giờ là kênh CGV) trong sitcom Selling Happiness (Haeng Bokdo Pabnida). Sau đó, anh tiếp tục xuất hiện trên truyền hình với hình ảnh một diễn viên nhí. Ở trường trung học, anh bắt đầu nghe nhạc của ca sĩ pop Ken Hirai người Nhật, anh lấy cảm hứng từ những ban nhạc và bắt đầu học tiếng Nhật. Jang Geun Suk đã đến New Zealand và học trung học cơ sở tại Nelson College vào năm 2003 để học tiếng Anh và tiếng Nhật. Bởi vì đã từng học tập tại New Zealand, nên anh đã có thể nói chuyện tự nhiên trong cả hai ngôn ngữ.
Mặc dù anh muốn tiếp tục học tập tại New Zealand nhưng đã có một lời mời muốn anh quay về Hàn Quốc để nhận vai diễn trong Nonstop 4 - một sitcom phổ biến của đài truyền hình MBC. Sau khi hoàn thành vai diễn trong Nonstop 4, Geun Suk rơi vào tình trạng suy thoái tự nhận thức và biết rằng anh vẫn chưa thực sự đủ tốt trong diễn xuất của mình. Anh đã quyết định sẽ cống hiến hết mình cho sự nghiệp và trở thành một diễn viên thực thụ
Jang Geun Suk là một trong những diễn viên thuộc "thế hệ Nonstop". Khởi nghiệp năm 2003, đến năm 2005 tiếp tục tham gia vai diễn nhỏ trong phim truyền hình Lovers In Prague nhưng vẫn chưa tạo dấu ấn trong sự nghiệp.
Cho đến năm 2006, với vai diễn người tình đầu tiên của Hwang Jin Yi trong phim truyền hình Hwang Jin-i của đài KBS bên cạnh nữ diễn viên Ha Ji Won, Jang Geun Suk lập tức nhận nhiều sự chú ý từ khán giả với gương mặt đáng yêu, trẻ thơ của mình. Sau thành công với bộ phim truyền hình thần tượng You're Beautiful, Jang Geun Suk đã tiếp tục được công nhận như một ngôi sao đang lên tại thị trường giải trí Hàn Quốc. Không chỉ nổi tiếng tại nước nhà, Jang Geun Suk đã liên tiếp tạo ra cơn sốt tại các nước khác như: Đài Loan, Nhật Bản, Hồng Kông, Singapore và nhiều nước Châu Á khác.
Ngày 21/1/2010 Jang Geun Suk đã chính thức được bổ nhiệm làm Đại sứ Thiện Chí của Hàn Quốc, buổi lễ diễn ra tại Jung Gu, Seoul. Đây được coi là một vinh dự cũng như một cơ hội vàng đối với sự nghiệp của Jang Geun Suk trong năm 2010.

## Thời niên thiếu cùng với sự thành công của Jang Geun Suk
Jang Geun Suk vốn sinh ra ở Seoul nhưng sau đó, vì mục đích mở rộng quy mô kinh doanh khi sự nghiệp đang gặp thời thuận lợi, cha của anh đã chuyển cả gia đình đến Danyang, khi đó anh mới học lớp 5.
Hàng xóm chia sẻ với phóng viên rằng: "Khuôn mặt tròn và mũm mĩm rất dễ thương. Cậu bé hay dùng giọng mè nheo đáng yêu mà người lớn rất thích."
Một nữ nhân viên của một trạm xá gần nơi Geun Suk ở thì thẳng thắn: "Trẻ con ở đây thường rất nhút nhát. Khi tôi chào, chúng liền nấp sau lưng ai đó rồi mới chào đáp lại. Nhưng Geun Suk thì không như thế. Cậu bé luôn tự tin khi nói: "Xin chào, cô có khoẻ không?" Do vậy, mỗi khi Geun Suk ở đâu thì không khí ở đó luôn sôi động và vui vẻ. Cậu bé chính là khởi nguồn của mọi niềm vui."
Vào cuối năm 1990s (1995-1999), gia đình khá giả của Geun Suk lâm vào cảnh khó khăn tài chính. Cha mẹ vì quá bận rộn nên không thể đưa anh đến phim trường tại Seoul. Một người bạn của gia đình kể: "Suốt thời gian đó, Geun Suk phải vác chiếc cặp nặng chỉ với 10.000 won (~9.20 USD), anh tự mình đón xe lửa và tàu điện ngầm đến phim trường Seoul. Mẹ anh, vì không chịu đựng nổi khi thấy con trai mình phải vất vả nên đã quyết định đến Seoul, ghi danh cho anh vào học tại một trường nghệ thuật ở đó để có thể trở thành diễn viên thực thụ. Mặc dù xã hội Hàn Quốc lấy học thức làm nền tảng cuộc sống, nhưng ông bà Geun Suk lại có tư tưởng tiến bộ. Họ tin rằng nếu cháu trai của họ có tài thì nên đầu tư tốt cho tài năng ấy hơn là chỉ chăm chăm vào mớ kiến thức hàn lâm. Do đó họ bằng lòng cho gia đình Geun Suk đến Seoul.
Trước khi có nhiều người biết đến tên Jang Geun Suk, đã từng có một số người khi đi ngang đã cố ý ra vẻ phớt lờ anh. Lại một lần khác, khi Geun Suk ra ngoài chơi với một số người bạn trong ngành giải trí, anh chợt nhận ra rằng mình là người duy nhất không được yêu cầu chữ ký. "Thật không thể dùng bất cứ ngôn ngữ nào để diễn tả cảm giác đó. Những ký ức đó đã được chôn vùi sâu thẳm nơi trái tim tôi." Lần đầu tiên đối diện với những chướng ngại trong cuộc đời, đối với anh nó không thể diễn đạt bằng lời nói.
Về phần sở thích, Geun Suk tiết lộ rằng anh rất thích uống trà, anh thích màu be và có thể tự tin thể hiện vũ đạo Heartbeat của 2PM. Thứ anh không thể thiếu trong túi là máy ảnh hoặc điện thoại, anh muốn ghi lại những khoảnh khắc đẹp. Anh thích vừa nghe nhạc vừa lái xe.
Tuy mới 27 tuổi nhưng Geun Suk đã sở hữu một khối tài sản khổng lồ. Anh được xem là một trong những ngôi sao có mức thu nhập bình quân hàng năm thuộc dạng cao ngất ngưởng. Riêng về khối bất động sản của Jang Geun Suk đã có trị giá lên đến 13 triệu đô la. Jang Geun Suk dùng một phần tiền của mình để đầu tư vào bất động sản và hiện đang sở hữu một tòa nhà sang trọng tại khu Chungdamdong, Gangnam - khu vực đắt đỏ nhất của Seoul.
Ngoài ra, Geun Suk còn sở hữu riêng 11 chiếc siêu xe trong đó có cả Ferrari 458 và Rolls-Royce Phantom Coupe.
Những thành công như ngày hôm nay của Geun Suk là một phần nỗ lực rất lớn trong sự nghiệp của anh.

## 2005-2008
Năm 2005, Geun Suk tham gia vào vai diễn con của ngài Tổng thống trong bộ phim truyền hình SBS Love In Prague đã trở thành hit của những người yêu mến xem truyền hình.
Vào năm 2006, Jang Geun Suk đã đến với màn ảnh rộng trong bộ phim kinh dị One Missed Call: Final trong vai diễn một cậu bé bị điếc. Với những kinh nghiệm đã học từ trước, Geun Suk đã có thể giao tiếp bằng tiếng Nhật Bản dễ dàng. Anh cũng được học các ngôn ngữ ký hiệu để có thể hoàn thành tốt vai diễn.
Trở lại với màn ảnh nhỏ, Jang Geun Suk nhập vai vào một nhân vật là người yêu đầu tiên của Hwang Jin Yi trong bộ phim truyền hình Hwang Jin-i 2006. Sau đó, Jang Geun Suk đã được biết đến với khuôn mặt đáng yêu và từ đây, anh đã lột bỏ hình ảnh diễn viên nhí để trở thành một diễn viên chững chạc được người hâm mộ yêu mến.
Năm 2007, anh được chọn vào bộ phim chủ đề rock mang tên The Happy Life, với vai diễn, Jang Geun Suk đã thể hiện sự quyến rũ nam tính của mình cũng như thể hiện khả năng ca hát.
Trong năm 2008, Geun Suk đi vào hoạt động trong hai danh hiệu âm nhạc lấy cảm hứng với tính năng quay phim Do Re Mi Fa So La Ti Do hit và bộ phim truyền hình của đài MBC Beethoven Virus đối diện với sự tham gia của Kim Myeong Min. Anh cũng đóng vai chính trong bộ phim truyền hình của đài KBS, Hong Gil Dong, trong vai Thái tử Lee Changhwi. Anh cùng với diễn viên nhí Moon Mason trong bộ phim điện ảnh Baby And Me.

## 2008-Trở đi
Vai diễn tiếp theo Geun Suk trong bộ phim năm 2009 The Case of Itaewon Homicide là vai phản diện đầu tiên của mình. Bộ phim dựa trên câu chuyện có thật của một vụ giết người xảy ra tại một nhà hàng Burger King ở Itaewon, Hàn Quốc. Geun Suk miêu tả Pearson là một người Mỹ gốc Hàn bị buộc tội đâm chết một học sinh. Trong suốt bộ phim, Geun Suk chỉ sử dụng tiếng Anh. Theo BeyondHollywood.com: "Jang Keun Suk thực hiện rất tốt, một Pearson ủ rũ.
Nhà phê bình phim và khán giả cũng ca ngợi Geun Suk về diễn xuất của anh. Một đánh giá bộ phim được đăng trên LondonKoreanLinks.com nói: "Vai diễn được khéo léo thực hiện với Jang Geun Suk là 'vô tội' cáo buộc, sự nổi tiếng của mình cho phép khán giả cảm thấy sự đồng cảm và sự ấm áp cho một nhân vật khác không khiến anh làm tốt trong vai diễn này, một sự đột phá từ tính cách vui vẻ bình thường của mình và kết hợp với thực tế, anh nói tiếng Anh thông qua hầu hết các bộ phim, khá ấn tượng. Giọng Mỹ không rất hoàn hảo nhưng tất nhiên, nhưng nó đóng một vai trò quan trọng trong chính nó.
Trong You're beautiful, Geun Suk đóng vai Hwang Tae-Kyung, nhóm trưởng của ban nhạc pop A.N JELL, và đã yêu một thành viên giả trai để thay thế anh trai mình trong nhóm do Park Shin Hye thủ vai. Bộ phim cũng có sự đóng góp của Lee Hong Ki và Jung Yong Hwa là tay trống và tay guitar của ban nhạc. Và bộ phim này đã mang tên tuổi của Jang Geun Suk đến với người hâm mộ toàn châu Á cùng với rất nhiều bản quyền của bộ phim được bán ra.
Jang Geun Suk cũng rất có tài ca hát, anh không chỉ hát trong những bộ phim, anh còn thực hiện các sản phẩm âm nhạc của riêng mình cũng như tham gia quảng cáo cho dòng mỹ phẩm Mens, Touch Holic, Sản phẩm Samsung YP-M1 từ dòng YEPP qua các bài hát Black Engine, Just Drag, Magic Drag.
Anh phát hành đĩa đơn đầu tiên: Let Me Cry, được phát hành bởi Pony Canyon tại Nhật Bản vào ngày 27 tháng 4, năm 2011 "Let Me Cry" đứng vị trí số 1 trên bảng xếp hạng Oricon của Nhật Bản, bán được 119.149 bản trong tuần đầu tiên phát hành, không phải người Nhật nào đầu tiên có đĩa đơn đầu tay ra mắt ở vị trí số 1 trên bảng xếp hạng. "Điều này làm cho anh ta giành chiến thắng như Nghệ sĩ mới xuất sắc nhất tại Nhật Bản giải thưởng đĩa vàng thứ 26 tổ chức ngày cuối cùng (2012)".
Trong tháng 8 năm 2011, Jang Geun Suk và Moon Geun Young đã đến Nhật Bản để tổ chức Mary Stayed Out All Night Tour. Có tổng cộng 4 Mary Stayed Out All Night fan meeting tại Nhật Bản, 2 buổi ở Tokyo và 2 buổi ở Osaka. Fanmeeting của họ là FM lớn nhất cho đến nay với sức chứa hơn 60.000 người.
Đến cuối tháng của tháng 9 năm 2011, Geun Suk chính thức phát hành album đầu tiên của mình ở Trung Quốc, có tựa đề The Lounge H Vol.1, ở Trung Quốc và Đông Nam Á. Geun Suk đã làm việc với bạn bè và nhạc sĩ, DJ Big Brother (大 兄弟 / Jung Kurt) để tạo ra bộ đôi trong Team H. Big Brother đã tham gia sản xuất, sáng tác, và thậm chí là đọc rap. Lounge H Vol.1 có 4 bài hát với ca khúc dẫn đầu "Gotta Getcha." Geun Suk được cho là đã viết lời cho bài hát này. Ca khúc có nhịp và rap mạnh mẽ. Album này cũng bao gồm một video âm nhạc cho "Gotta Getcha" và clip hậu trường đặc biệt.
Geun Suk đã đồng ý để đóng vai trò của nhân vật con vật cưng trong phiên bản điện ảnh Hàn Quốc của bộ phim truyền hình Nhật Bản Kimi wa Petto, dựa trên manga cùng tên. You're My Pet được phát hành vào tháng 11 năm 2011.
Ngày 18 tháng năm 2012, bảng xếp hạng Oricon báo cáo rằng Jang Geun Suk sẽ phát hành một album mới Lounge H (Các Ấn tượng đầu tiên sau đó đã được thêm vào danh hiệu) tại Nhật Bản như là một phần của nhóm hai thành viên Team H (các thành viên khác là DJ Big Brother). Để được phát hành vào ngày 21 tháng 3 và chỉ có ở Nhật Bản. Cần nhấn mạnh rằng đây không phải là album Lounge H Vol.1, mà Team H phát hành năm trước. Album mới của Nhật Bản sẽ có bảy bài hát của thể loại nhạc rock và điện tử, bao gồm cả "Gotta Getcha".
Ngày 23 tháng 2 năm 2012, HS Media (韩星 经纪) tiết lộ trên Weibo chính thức của họ rằng Team H đã giành được giải thưởng đầu tiên của mình với debut EP Lounge H Vol. 1. 2012 IFPI Hồng Kông ghi bán hàng giải thưởng, dựa trên doanh số bán hàng kỷ lục cao nhất, album đã được trao giải Album bán chạy nhất và Album xuất sắc nhất Hàn Quốc. Kể từ giữa tháng 10 năm 2011, album đã được bán ở Trung Quốc, Đài Loan và Hồng Kông với kết quả bán hàng ấn tượng, vượt qua bạch kim.
Các bộ phim truyền hình Love Rain, diễn viên Jang Geun Suk và Yoona của Girls' Generation và bộ phim truyền hình được thực hiện bởi đạo diễn Yoon Suk-ho, đã được phát sóng trên KBS2 mỗi thứ Hai và thứ Ba lúc 21:55 từ ngày 26 tới ngày 29 tháng Năm
Đến cuối tháng 5 năm 2012, Geun Suk phát hành một album tiếng Nhật, bây giờ mang tên Just Crazy. Đây là album đầu tay đầy đủ độ dài chính thức của mình và nó làm nên lịch sử trên bảng xếp hạng Oricon. "Album này đứng vị trí số 1 trên bảng xếp hạng Oricon single hàng ngày với 53.000 bản được bán ra. Nó một lần nữa đứng đầu bảng xếp hạng đĩa đơn hàng tuần với 88.009 bản được bán ra."Jang Geun Suk là nghệ sĩ solo quốc tế nam đầu tiên để đạt đến đỉnh của cả hai bảng xếp hạng Oricon hàng ngày và bảng xếp hạng hàng tuần, và thứ hai tổng thể sau khi BoA với "Listen To My Heart" với thành tích này. Anh cũng là nghệ sĩ đầu tiên trong hơn 17 năm đã đứng đầu cả hai bảng xếp hạng với single đầu tiên ("Let Me Cry") và album đầu tiên.
Vào ngày 10 tháng 6, Jang phát hành một cuốn sách nấu ăn của Nhật Bản mang tên Love Recipe. Nó có tính năng hai mươi công thức nấu ăn, các bài tiểu luận, và hình ảnh.
200 Miles, cũng là đặc trưng như phần mở đầu của Fairy Tail the Movie: The Phoenix Priestess.
Cuối năm 2013 đến đầu năm 2014, Jang Geun Suk nhận được vai diễn trong bộ phim truyền hình dựa theo manga: Pretty Man. Có sự đóng góp của IU, Lee Jang Woo và Han Chae Young. Bộ phim nói về một anh chàng được cho là đẹp trai nhất thế giới.
Trong tháng 7 năm 2014, Jang Geun Suk cùng Big Brother (bộ đôi Team H) đã phát hành album Driving To The Highway. Hai ca khúc trong album được sản xuất thành MV là Take Me và Raining On The Dance Floor. Jang Geun Suk đã tiết lộ rằng trong MV Raining On The Dance Floor, họ đã dùng đến 25 tấn nước đề thực hiện MV này!
Trong năm 2016 này, anh đã tham gia vào một bộ phim cổ trang Jackpot (Con Bạc Hoàng Gia).
Năm 2016, anh nhận lời làm MC hay cô vấn cho các thực tập sinh nữ trong chương trình sống còn của Mnet Produce 101.

## Phim truyền hình
| Năm       | Phim                                  | Vai diễn                       | Ghi chú    |
| --------- | ------------------------------------- | ------------------------------ | ---------- |
| 1997      | Happiness for Sale                    | Sudong                         | HBS        |
| 1998      | Hug                                   | Wonju                          | SBS        |
| 1999      | An Encounter                          | Jiwon                          | KBS        |
| 1999      | Mr. Nooroongji and Seven Potatoes     | Yoonsung                       | KBS        |
| 2001      | The Reign of Women 여인천하           | Jungryum lúc nhỏ               | SBS        |
| 2001      | The Story of 4 Sisters 네 자매 이야기 | Younghoon lúc nhỏ              | MBC        |
| 2001      | Cummi, The Fairy                      | Oh Myungsuk                    | KBS        |
| 2002      | The Great Ambition                    | Si Yeong Park lúc nhỏ          | SBS        |
| 2002      | Ten Lucks in My Life                  | Jihoon                         | EBS        |
| 2002      | Orange                                | Jang Geun Suk                  | SBS        |
| 2002      | Ladies of the Palace                  | Ja Eun A                       |            |
| 2003      | The Owl Museum                        | Jung Woo                       | KBS        |
| 2004      | Nonstop 4                             | Jang Geun Suk                  | MBC        |
| 2005      | Lovers in Prague                      | Yoon Gun Hee                   | SBS        |
| 2006      | Thầy giáo ngoài hành tinh             | Bong Sam / Alexander           | Tooniverse |
| 2006      | Hwang Jin Yi                          | Kim Eun Ho                     | KBS2       |
| 2008      | Hong Gil Dong                         | Lee Chang Hwi                  | KBS2       |
| 2008      | Beethoven Virus                       | Kang Gun Woo (nghệ sĩ Trumpet) | MBC        |
| 2009      | You're Beautiful                      | Hwang Tae Kyung                | SBS        |
| 2010      | Mary Stayed Out All Night             | Kang Mu Gyul                   | KBS2       |
| 2011      | Love Rain                             | Seo Joon & Seo In Ha           | KBS2       |
| 2013-2014 | Pretty Man                            | Dokgo Ma Te                    | KBS        |
| 2016      | Daebak/ The Royal Gambler(Jackpot)    | Baek Daegil                    | SBS        |
| 2018      | Switch - Change the world             | Baek Joon Soo/ Sa Do Chan      | SBS        |

## Phim điện ảnh
| Năm  | Phim                                  | Vai diễn        | Ghi chú |
| ---- | ------------------------------------- | --------------- | ------- |
| 2006 | One Missed Call: Final                | An Jinu         |         |
| 2007 | Happy Life (즐거운 인생)              | Hyeon-jun       |         |
| 2008 | The Longest 24 Months (기다리다 미쳐) | Won Jae         |         |
| 2008 | Do Re Mi Fa So La Ti Do               | Eun Gyu         |         |
| 2008 | Baby and me                           | Han Joon Su     |         |
| 2008 | Members of the Funeral                | Hee Jun         |         |
| 2009 | Itaewon Murder Case (이태원 살인사건) | Pearson         |         |
| 2011 | You are my pet (나는 펮)              | Momo/Kang In Ho |         |
| 2017 | Human Time                            | Adam            |         |

## Giải thưởng
- 2008 MBC Drama Awards: Giải thưởng diễn viên mới- Beethoven Virus
- 2008 KBS Drama Awards: Giải thưởng diễn viên được yêu thích nhất (Phim Hong Gil Dong)
- 2008 SBS Giải thưởng nghệ thuật Baeksang lần thứ 44 - Diễn viên mới xuất sắc nhất (Phim The Happy Life)
- 2006 KBS Performance Awards: Cặp đôi đẹp nhất (Với Ha Ji Won)
- MNet TOP 100 người đàn ông độc thân quyến rũ nhất
- MNet Top 100 người đàn ông đáng yêu (2006): # 29
- MNet Top 100 người đàn ông được khao khát nhất (2007): # 3
- MNet 20's choice: Hot male movie star (2008)
- 2007 KBS Drama Awards: Cặp đôi đẹp nhất (với Sung Yuri)
- 2008 KBS Drama Award: Cặp đôi đẹp nhất (với Sung Yuri)
- 2009 SBS Drama Awards: Ngôi sao được khán giả yêu thích nhất (You're Beautiful (TV Series))
- 2009 SBS Drama Awards: Giải thưởng ngôi sao được giới thanh thiếu niên yêu thích nhất (You are beautiful)
- 2010 KBS Drama Awards: Netizens' Award (Mary Stayed Out All Night)
- 2010 KBS Drama Awards: Best Couple Award with Moon Geun Young (Mary Stayed Out All Night)
- 2010 Yahoo! Asia Buzz Awards: Top Buzz Male Korea Star Award & the Top Buzz Male Asia Star Award
- 2010 Baeksang Awards: Male Popularity Award (Itaewon Murder Case)
- 2011 Global Chinese Music Awards: Most popular Asian influential Korean artist
- 2011 Korean Popular Culture and Arts Award: Cultural Minister of Finance Award
- 2011 19th Korean Culture and Entertainment Awards: Hallyu Grand Award
- 2011 Yahoo! Asia Buzz Awards: Taiwan Top Searched Single Korean Artist
- 2012 26th Japan Gold Disc Awards: Best 3 New Artists (with 2PM and B2ST)
- 2012 10th IFPI Hong Kong Record Sales Awards: Best Selling Album - The Lounge H Vol. 1 (with Big Brother)
- 2012 10th IFPI Hong Kong Record Sales Awards: Best Korean Album - The Lounge H Vol. 1 (with Big Brother)
- 2012 48th Baeksang Arts Awards: Male Popularity Award - You're My Pet
- 2012 Huading Awards: Top 100 Asian Celebrities - #3
- 2013 27th Japan Gold Disc Awards: Best 3 Albums - Just Crazy
- MNet TOP 100 Charming Guys Who are Single: # ?